# Wyżnia Koprowa Przełęcz
Wyżnia Koprowa Przełęcz (niem. Oberes Koprovajoch, słow. Vyšné Kôprovské sedlo, węg. Felső-Koprova-hágó, 2148 m) – przełęcz w głównej grani odnogi Krywania, między Koprową Kopą (2312 m) a Koprowymi Czubami (2146 m). Według wcześniejszych pomiarów jej wysokość była określana na 2180 m.
Jest to trawiaste obniżenie, przez które przebiega szlak turystyczny. Przełęcz ta jest najwygodniejszym połączeniem Doliny Koprowej z Doliną Mięguszowiecką. Przed II wojną światową przejście przez nią, łącznie z przejściem przez Liliowe i Zawory, było jednym z najważniejszych szlaków łączących północną i południową stronę Tatr (Zakopane – Dolina Gąsienicowa – Liliowe – Zawory – Wyżnia Koprowa Przełęcz – Dolina Mięguszowiecka – Szczyrbskie Jezioro). Szlak przez Liliowe został jednak zlikwidowany.
Zachodnie zbocze przełęczy (Dolina Hlińska) jest mało strome i trawiasto-piarżyste. Podobne i również mało strome zbocze wschodnie opada do Dolinki Szataniej. 
Najstarsze informacje dotyczące przejścia przez Koprową Przełęcz pochodzą z sierpnia 1861 r. – była to wycieczka, w której uczestniczyli Józef Stolarczyk, Edward Homolacs, Stanisław Homolacs, Władysław Koziebrodzki, Ernst Schauer, Stanisław Wodzicki oraz przewodnicy Samek, Krzeptowscy, Maciej Sieczka, Jędrzej Wala starszy. Nie wiadomo tylko, w którym miejscu została przekroczona grań (przez Wyżnią czy Niżnią Koprową Przełęcz). Zimą przez Wyżnią Koprową Przełęcz pierwsi przeszli E. Baur i Alfred Martin 18 marca 1906 r..
Nazwa Koprowych Przełęczy oraz pobliskich szczytów wywodzi się od położonej poniżej grani Doliny Koprowej. Przyjęło się Wyżnią Koprową Przełęcz określać nazwą po prostu Koprowej Przełęczy.

## Szlaki turystyczne
– niebieski szlak od schroniska przy Popradzkim Stawie przez Dolinę Mięguszowiecką i Hińczową, Wyżnią Koprową Przełęcz, Dolinę Hlińską i Dolinę Koprową do parkingu Trzy Źródła (Tri studničky) przy Tatrzańskiej Drodze Młodości w miejscowości Podbańska.
- Czas przejścia od Schroniska przy Popradzkim Stawie na Koprową Przełęcz: 2:15 h, ↓ 1:40 h
- Czas przejścia z Koprowej Przełęczy do Trzech Źródeł: 4:30 h, ↑ 5:15 h

  – czerwony szlak z przełęczy na Koprowy Wierch. Czas przejścia: 30 min, ↓ 20 min.